# Obiectivul Principal de la Helsinki
Obiectivul Principal de la Helsinki (în engleză Helsinki Headline Goal) a fost hotărârea luată în urma Consiliului European de la Helsinki, Finlanda, în decembrie 1999, care urmărea punerea la dispoziție a Uniunii Europene a unui corp de armată capabil să ducă mai departe de una singură Misiunile de tip Petersburg. Tot la Helsinki va fi adoptat obiectivul politicii europene de apărare și securitate (PESA).